# Вбивство Владислава Листьєва

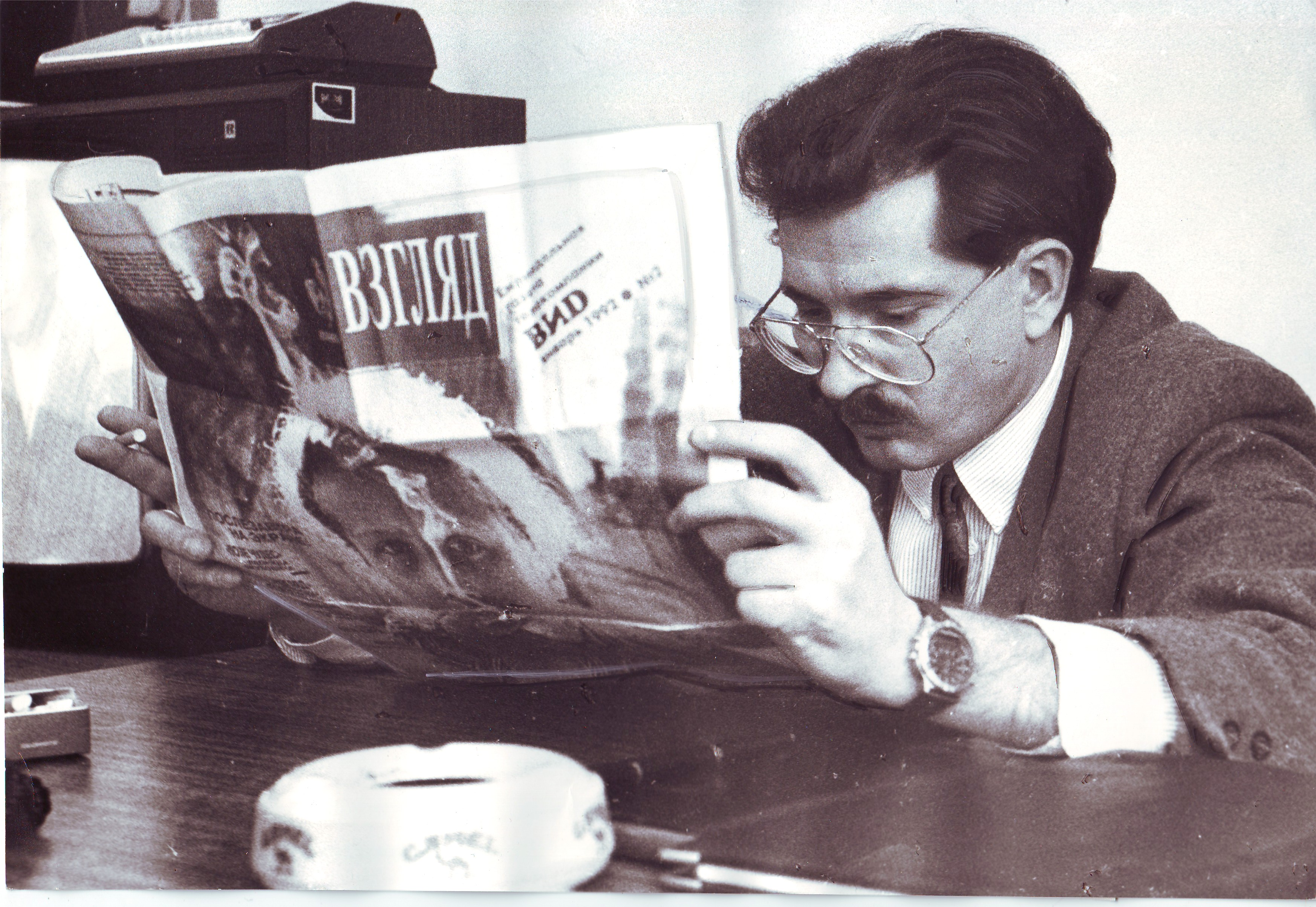
Владислав Листьєв у 1992 році

Вбивство відомого російського журналіста Владислава Листьєва сталося 1 березня 1995 року в Москві. На момент вбивства Владислав Листьєв обіймав посаду генерального директора телеканалу ОРТ. Це вбивство стало одним з найгучніших вбивств 1990-х років і по теперішній час залишається нерозкритим.

## Вбивство
Увечері 1 березня 1995 року, о 20 годині 38 хвилин, при поверненні зі зйомок програми «Час пік» Владислав Листьєв був убитий в під'їзді свого будинку на Новокузнецькій вулиці. Перша куля влучила в руку, друга — в голову. Цінності і велика сума готівки, що були у нього, залишилися на місці, що дозволило слідчим у цій справі припустити, що вбивство пов'язане з діловою або політичною діяльністю телеведучого. Незважаючи на численні заяви правоохоронних органів про те, що справа близька до розкриття, ні вбивці, ні замовники не були знайдені.
Події навколо смерті і похорону Владислава Листьєва супроводжувалися широким суспільним резонансом. 2 березня 1995 року вийшов «Час Пік» без Влада Листьєва. Програма описувала життя і передачі Владислава Листьєва. Заяву з приводу вбивства Владислава Листьєва зробив президент Росії Борис Єльцин. Похорон Владислава Листьєва відбувся на Ваганьковському кладовищі.
Олександр Кондрашов у своїй рецензії («Литературная газета») на книгу «Влад Листьев. Пристрастный реквием», зазначив, що «в його смерті так чи інакше були зацікавлені (винні) багато. Його хотіли вбити і вбивали всіх, починаючи з нього самого».

## Слідство
За словами слідчого Бориса Уварова, якому в 1995 році доручили розслідування вбивство Владислава Листьєва, коли він доповів в. о. Генерального прокурора Олексію Ільюшенко, що справа практично розкрита, і попросив підписати ряд санкцій на арешти і обшуки підозрюваних, тут же був насильно відправлений у відпустку.
Після вбивства В. Листьєва ряд злочинців зізнавалися в його вбивстві, але потім відмовлялися від своїх показань. Наприклад, у вбивстві Листьєва зізнався підозрюваний у вбивстві депутат Юрій Поляков, але потім він відмовився від власних свідчень.
21 квітня 2009 року слідство по справі В. Листьєва було припинене, проте новий слідчий може ухвалити рішення про його поновлення. У Слідчому комітеті вважали, що перспективи справи про вбивство Листьєва виглядали «туманними», оскільки багато фігурантів цієї справи були мертві.

### Підозрюваний №1: Борис Березовський

#### Статті та книги Пола Хлєбникова
В 1996 році в журналі «Forbes» з'явилася стаття «Хрещений батько Кремля», в якій Пол Хлєбников висловив думку, що Борис Березовський застопорив виплату неустойки Листьєвим Лісовському. Згідно зі статтею, ситуація «виразно виглядає» так, що Березовський заправляє засновниками злочинних мереж в Росії. Борис Березовський подав до суду на журнал, а згодом відкликав свій позов за згодою з відповідачем, який опублікував спростування власних слів про відповідальність Березовського за вбивства Листьєва, за будь-які інші вбивства, а також опису Березовського як боса мафії. Згаданий в статті колега Глушков не був визнаний винним в крадіжці державного майна у 1982 році, як раніше стверджував Хлєбников.
У 2000-му році Пол Хлєбников випустив книгу «Крестный отец Кремля Борис Березовский, или История разграбления России» (укр. Хрещений батько Кремля Борис Березовський, або Історія розграбування Росії), де викладав свій погляд на діяльність Березовського.
Пол Хлєбников стверджував у своїй книзі, що спочатку ідея приватизації Першого каналу належала Владу Листьєву. Бувши провідним продюсером каналу і автором ідеї його приватизації, В. Листьєв був основною кандидатурою на пост керівника нової компанії. Згідно думки Хлєбникова керівництво «ЛогоВАЗа» проштовхував на цю посаду союзницю Березовського — продюсера Ірену Лєсневську. Однак генеральним директором був призначений все-таки В. Листьєв, а Березовського призначили заступником голови Ради директорів.
П. Хлєбников цитував Олександра Коржакова, який стверджував, що приватизація Першого каналу відбулася взимку 1995 року, і що Б.Березовський продав акції поза конкурсом структурам підприємців, зручних йому. Оскільки за російським законом приватизація повинна проводитися через публічний аукціон, ОРТ з формального погляду приватизували незаконно. Згідно зі словами П. Хлєбникова, Борис Березовський надав перевагу банкам «Менатеп», «Столичний», «Альфа» і «Національний кредит», «Газпром» і «Національний фонд спорту». П.Хлєбников також стверджував, що Б.Березовський відмовив змагатися з його інтересами банкам «Лукойл», «Онексім-банк» і «Інкомбанк».
За даними Пола Хлєбникова, загальний акціонерний капітал ОРТ склав 2 мільйони доларів. Компанії Б.Березовського купили 16 відсотків акцій. Березовський контролював крім цього ще 20 відсотків. Згідно з Хлєбниковим, вклавши близько 320 тисяч доларів, Березовський придбав контроль над основним російським телеканалом, а держава отримала 51 відсоток акцій. П. Хлєбников стверджував, що переговори Влада Листьєва з главою «Реклами-холдингу» Сергієм Лісовським затягнулися. Передбачалося, що держава, маючи 51 відсоток акцій, продовжуватиме робити масові вливання в бюджет телекомпанії. У книзі «Влад Листьев. Пристрастный реквием» спростовується причетність Лісовського до вбивства Владислава Листьєва.
Відразу після приватизації ОРТ генеральний директор Влад Листьєв вирішив зосередитися на діяльності, через яку канал недоодержував мільйони доларів: продаж рекламного часу. Він почав вести переговори з главою «Реклами-холдингу» Лісовським. Рекламний магнат, напевно, запропонував заплатити ОРТ відступні за право розпоряджатися рекламою на каналі і тим самим зберегти одноосібний контроль. 20 лютого 1995 року Влад Листьєв ввів тимчасовий мораторій на всі види реклами, поки ОРТ не розробить нові «етичні норми». Коржаков стверджував, що «скасування реклами (на ОРТ) означало особисто для Лісовського і Березовського втрату мільйонних прибутків».
За матеріалами П. Хлєбникова, в одній із доповідей співробітник столичного РУОПа відзначав, що В. Листьєв побоювався нападу і в кінці лютого розповів найближчим друзям, за що його можуть вбити. Коли він вирішив покінчити з монополією на рекламу, до нього з'явився Лісовський і зажадав відшкодувати збиток в розмірі 100 мільйонів доларів, пригрозивши розправою. Влад Листьєв сказав, що знайшов європейську компанію, яка готова платити за право розпоряджатися рекламним часом на ОРТ набагато більше — 200 мільйонів доларів. За словами П. Хлєбникова Влад Листьєв звернувся до головного фінансиста ОРТ Бориса Березовського з проханням провести операцію з виплати 100 мільйонів Лісовському. Хлєбников писав, що гроші були переказані на рахунок однієї з компаній Березовського, і що Березовський пообіцяв переказати кошти Лісовському через три місяці.
Пол Хлєбников стверджував, що за повідомленням аналітичної служби «Онексім-банку», заборона Листьєва на рекламу на ОРТ пояснювався тим, що він домагався вигідніших пропозицій за право розпоряджатися рекламою на ОРТ. Лісовський запропонував ОРТ 100 мільйонів доларів, але Листьєв розраховував на 170.
Хлєбников писав, що Б.Березовський вів тоді переговори з декількома злочинними угрупованнями, і що на початку 1995 року бандитський авторитет, що сидів у в'язниці, заявляв про отримання прохання вбити Владислава Листьєва від помічника Березовського Бадрі Патаркацишвілі. Однак Бадрі заарештували в ході масштабної зачистки Москви від кримінальних елементів і помістили у в'язницю. Згідно з даними з книги П. Хлєбникова, 28 лютого, за день до вбивства Листьєва, Березовський зустрівся із злодієм в законі на ім'я «Ніколай» і передав йому 100 тисяч доларів готівкою. Згідно з інформацією П. Хлєбникова Борис Березовський стверджував, що передав гроші «Ніколаю» для того, щоб знайти винних у вибуху його машини біля будівлі «ЛогоВАЗу» минулого літа. П. Хлєбников писав, що Б.Березовський зустрічався із злодієм в законі в присутності двох співробітників РУВС і велів двом своїм агентам зі служби безпеки записати зустріч на відеоплівку, «щоб довести, що його шантажують».
П. Хлєбников також стверджував, що о 3 годині дня, коли Б.Березовський повернувся з панахиди в будівлю «ЛогоВАЗу», там було багато міліціонерів з РУОПу і омонівців. Вони пред'явили ордер на обшук і дозвіл на допит Березовського як свідка у справі Владислава Листьєва. Олігарх зажадав пояснень, і його охорона (в тому числі співробітник ФСК Олександр Литвиненко) не пропускала міліціонерів. Протистояння тривало до півночі. Зрештою, руопівці попросили Березовського і його помічника Бадрі під'їхати у відділення міліції на допит. Хлєбников стверджував, що Березовський зателефонував виконавцю обов'язків Генерального прокурора Олексію Ільюшенко, і що останній наказав зняти показання з Бориса Березовського і Бадрі в офісі «ЛогоВАЗа», а не у відділку міліції.
Згідно інформації П. Хлєбникова Борис Березовський попросив Ірену Лєсневську, подругу дружини Бориса Єльцина і одного з головних продюсерів Першого каналу, виступити разом з ним. Хлєбников написав, що Ірена Лєснєвська звинуватила у вбивстві Влада Листьєва Володимира Гусинського, мера Москви Юрія Лужкова і КДБ. Згідно з книгою Пола Хлєбникова, в результаті відеозвернення, керівників розслідування прокурора Москви Геннадія Пономарьова та його заступника звільнили, а міліції наказали дати «ЛогоВАЗу» і Борису Березовському спокій. П. Хлєбников цитував Коржакова, який стверджував, що Б.Березовський «відкрито використовував свої політичні зв'язки, щоб уникнути належного за законом допиту». За інформацією П. Хлєбникова Березовський приховував від слідчих, що він зустрічався з В. Листьєвим в будинку приймань «ЛогоВАЗу» напередодні вбивства.
У справі Владислава Листьєва були й інші підозрювані — в день, коли була зроблена спроба обшукати будинок «ЛогоВАЗу», міліція також нагрянула з обшуком на роботу до рекламного магната Сергія Лісовського.
Пол Хлєбников писав, що після вбивства правоохоронні органи жодного разу не допитували Володимира Гусинського у справі про вбивство.
Пол Хлєбников був убитий у Москві невідомими 9 липня 2004 року. Злочин досі залишається нерозкритим.

#### Заява засудженого
Євген Вишенков з Агентства журналістських розслідувань повідомляв про показання засудженого у справі про вбивство Галини Старовойтової Юрія Колчина. Останній, за словами Є.Вишенкова, заявив, що один з опальних олігархів Борис Березовський замовив вбивство Владислава Листьєва кримінальному авторитету Костянтину Яковлєву, і що останній організував вбивство руками Едуарда Канімото, Валерія Суліковського і неназваного третього виконавця. Згідно інформації Ю.Колчина, свідками розмови організаторів із замовником стали він та інший кримінальний авторитет Володимир Барсуков. Мотивом стала заборона В. Листьєва на рекламу на ОРТ. Сам Володимир Кумарин заявив слідчому, що версія відверто вигадана, так як згідно з медичними документами в другій половині 1994 року і майже до кінця 1995 року він знаходився на лікуванні в госпіталі Німеччини, де після важкого кульового поранення спочатку лежав в комі і не міг самостійно пересуватися. Згодом Юрій Колчин невдало пройшов випробування на поліграфі (детекторі брехні), що показав свідому недостовірність показів свідка, якого перевіряли.

#### Думка колег
Наставник убитого Володимир Мукусєв, розповідаючи про вбивство, причетність до злочину Бориса Березовського заперечує, а в березні 2010 року, коли виповнилося 15 років з дня загибелі Влада Листьєва, його колега виступив з інтерв'ю «Влад, вы рано или поздно перестреляете друг друга» [Архівовано 30 листопада 2016 у Wayback Machine.].
Тетяна Москвіна в газеті «Аргументы недели» відзначила, що в книзі «The Взгляд» — бітли перебудови «відкидається версія винності Бориса Березовського у вбивстві Влада Листьєва».
Як зазначав Леонід Кравченко: «По-перше, наслідок же виявило, що він приховав 4 мільярди рублів … До мене приходили слідчі, як до досвідченого фахівця в галузі телебачення, який створював» Погляд «, вів їх … Я їм відразу сказав: „Не шукайте в цьому ніякої політики, вся справа в комерції“. Суть же, на його думку, в тому, що Листьєв „на півроку взагалі скасував рекламу на першому каналі … Справа в тому, що вся реклама проходила через дві посередницькі фірми Березовського і Лісовського. За півроку Березовський втрачав мільярди! З моменту офіційного оголошення про те, що на першому каналі припиняється реклама, пройшло п'ять або шість днів і Листьєв був убитий“».

### Підозрюваний №2: Сергій Лісовський

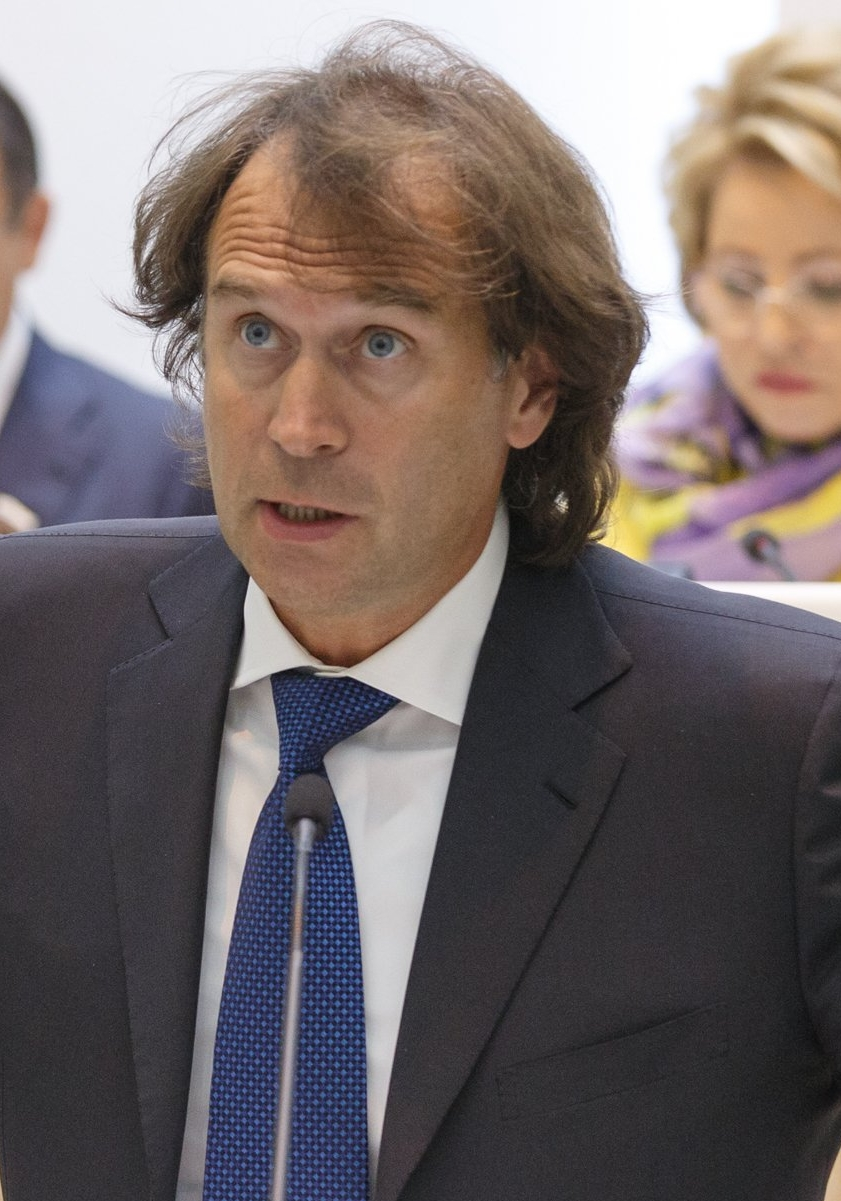
Сергій Лісовський

4 квітня 2013 року на сайті журналу «Сноб» було розміщено інтерв'ю журналіста Євгена Левковича з директором Першого каналу Костянтином Ернстом від 2008 року, де останній нібито стверджував, що Сергій Лісовський є замовником вбивства Влада Листьєва. Після скандалу, що вибухнув «Сноб» видалив матеріал зі свого сайту, однак текст інтерв'ю з урахуванням його підвищеної значущості був відтворений газетою «Коммерсантъ».
Ернстом достовірність центрального фрагмента тексту (але не самого інтерв'ю) оскаржувалася, автентичного аудіозапису ключової цитати журналістом представлено не було, тому Сергій Лісовський свою причетність до злочину знову заперечував.
31 липня 2013 року в ефірі телеканалу «Дощ» колишній генеральний прокурор Росії Юрій Скуратов, при якому проводилося розслідування вбивства Владислава Листьєва, заявив, що версія про причетність С.Лісовського до вбивства Листьєва, приписувана Ернсту, близька до його власної.
Сергій Лісовський проходив одним з фігурантів у кримінальній справі, його адвокатом виступав Анатолій Кучерена. Лісовський неодноразово згадувався в ЗМІ у зв'язку з гучним вбивством, в рамках кримінальної справи його не раз допитували, при цьому С. Лісовський ніколи не переховувався від слідства, що відрізняло його від передбачуваних оперативниками організатора вбивства — авторитету Солнцевської ОПГ Ігоря Дашдамірова і передбачуваних виконавців, братів Олександра і Андрія Агейкіна. Після відставки Генпрокурора РФ Юрія Скуратова в 1999 році, при якому були виконані головні слідчі дії і встановлено коло підозрюваних, в пресі знову поширилася версія про причетність до злочину чотирьох основних фігурантів, першим з яких називався Сергій Лісовський. За словами Ю.Скуратова, розслідування гальмувалося з Кремля, оскільки передбачуваний замовник був спонсором президентської виборчої кампанії Бориса Єльцина в 1996 році.
Розмірковуючи про мотиви фізичного усунення Владислава Листьєва і нитках, що ведуть до С.Лісовського, Пол Хлєбников цитував Олександра Коржакова, який стверджував, що приватизація Першого каналу відбулася взимку 1995 року, і що Борис Березовський продав акції поза конкурсом. Пол Хлєбников стверджував, що переговори В.Листьєва з главою «Реклами-холдингу» С.Лісовським затягнулися. 20 лютого 1995 року В. Листьєв ввів тимчасовий мораторій на всі види реклами, поки ОРТ не розроблені нові «етичні норми». О.Коржаков стверджував, що «скасування реклами … означала особисто для Лісовського … втрату мільйонних прибутків».

### Підозрюваний №3: Олександр Коржаков
Олександр Литвиненко, колишній підполковник ФСБ, у своїй книзі «Лубянская преступная группировка» побічно звинувачував Олександра Коржакова в організації вбивства Владислава Листьєва. Згідно з інформацією історика путінського режиму Юрія Фельштинського і президента інформаційно-дослідного центру «Панорама», керівника публічної інтернет-бібліотеки «Антикомпромат» Володимира Прибиловського, вищі офіцери КДБ/ФСБ Олександр Коржаков і Олександр Комельков організували вбивство Владислава Листьєва руками Солнцевської братви. Автори мають на увазі, що мотивом вбивства було приховування крадіжок доходів від телереклами і спрямування цих коштів на кампанію президентську кампанію в Росії Олега Сосковца. Автори пишуть, що О.Коржаков організував замах на Бориса Березовського і, після невдалої спроби, звинуватив Березовського у вбивстві Владислава Листьєва.

### Альтернативні версії
- Так звана «Сімейна» версія ніколи не мала популярності[26].
- Російський тележурналіст Додолєв стверджує що Владислава Листьєва в той день взагалі не збиралися вбивати, а лише хотіли залякати, але «перестаралися»[27].
- У 2010 році Борис Березовський звинуватив Володимира Путіна у вбивстві Владислава Листьєва (1995), «хоча навіщо тоді першому заступнику голови уряду Санкт-Петербурга було необхідно вбивство журналіста, не пояснив»[28][29][30][31].

## Новітні події
У жовтні 2009 року розслідування вбивства Владислава Листьєва було доручено слідчому Льомі Тамаєву. «Крапку в цій справі рано ставити, воно не підлягає припиненню. Розслідування кримінальної справи призупинено, при цьому дані доручення оперативним службам, і, як тільки з'явиться значима інформація, слідство буде відновлено, так що робота триває», — пояснив 15 січня 2013 року офіційний представник Генеральної прокуратури РФ Володимир Маркін.
1 березня 2015 року, в 20-ту річницю загибелі Владислава Листьєва, на Першому каналі показано біографічний документальний фільм «Влад Листьев. Взгляд через двадцать лет». Коментуючи 20-річні безуспішні спроби слідства розкрити злочин, Костянтин Ернст знову оголосив, що він має власну чітку й логічно несуперечливу версію нерозкритого вбивства, однак немає юридично значимих доказів, тому він не може її публічно озвучити.

## Документальні фільми
- «Убийство Листьева» (Совершенно секретно, 9 мая 2007)
- «Влад Листьев, Вспомнить все» (Первый канал, 1 марта 2005)
- «Владислав Листьев. Мы помним» (Первый канал, 1 марта 2010)
- «Влад Листьев. 20 лет без легенды» (ИТК «МИКС», 8 марта 2015)[35]

## Книги
- «Час пик. Кто убил Влада Листьева?» (В. Иванов, М. Лерник, 1995)
- «Кто убил Влада Листьева?…» (Владимир Белоусов, 1995)
- «Убийство Листьева» («Убийцы Листьева») (Виктор Куликов, 1995)
- «Кто убил Влада?» (Юрий Скуратов, 2003) ISBN 5-98318-001-0